# Корчак Йосип Павлович
Йосип Павлович Корчак (8 листопада 1914—1943) — майор Робітничо-селянської Червоної Армії, учасник Другої світової війни, Герой Радянського Союзу (1943).

## Біографія
Йосип Корчак народився 27 жовтня (за новим стилем — 8 листопада) 1914 року в селі Гродзеве (нині — Уманський район Черкаської області України). Після закінчення трьох курсів Уманського кооперативного технікуму працював товарознавцем-економістом. У 1936 році Корчак був призваний на службу в Робітничо-селянську Червону Армію. Закінчив Ленінградське артилерійське училище. Брав участь у польському поході та радянсько-фінській війні. З червня 1941 року — на фронтах Другої світової війни. Брав участь в боях на Західному, Південному і Воронезькому фронтах.

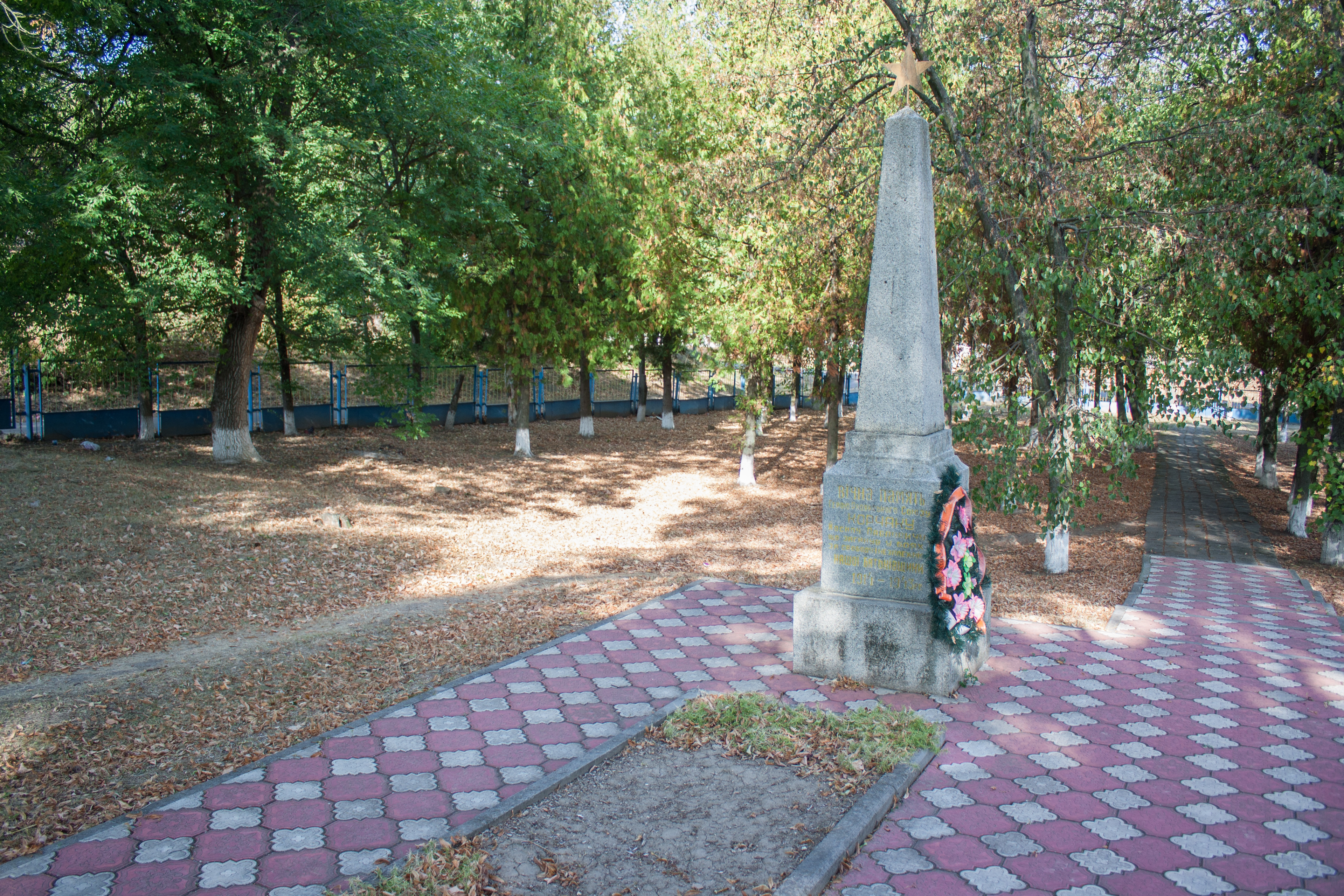
Могила в селі Гродзеве

До вересня 1943 майор Йосип Корчак був начальником штабу 1036 року артилерійського полку 161-ї стрілецької дивізії 40-ї армії Воронезького фронту. Відзначився під час битви за Дніпро. В ніч з 24 на 25 вересня 1943 року Йосип Корчак організував переправу через Дніпро п'яти полкових батарей, що сприяло звільненню села Малий Букрин Миронівського району Київської області Української РСР. 12 жовтня Корчак, перебуваючи на передовій, коригував вогонь батарей, особисто разом з піхотою брав участь у відбитті контратак, а в критичний момент бою викликав вогонь на себе. 13 жовтня 1943 року Корчак загинув у бою. Похований у рідному селі.
Указом Президії Верховної Ради СРСР від 24 грудня 1943 року за мужність, відвагу і героїзм, проявлені в боротьбі з німецькими загарбниками, майор Йосип Корчак посмертно був відзначений званням Героя Радянського Союзу. Також був нагороджений орденами Леніна і Червоного Прапора.
На честь Корчака названа вулиця в Малому Букрині.